# Cactearum aliquot novarum
Cactearum aliquot novarum (abreviado Cact. Aliq. Nov.) es un libro con ilustraciones y descripciones botánicas que fue escrito por el botánico, escritor y pteridólogo francés especialista en cactáceas Charles Antoine Lemaire y publicado en el año 1838 con el nombre de Cactearum Aliquot Novarum ac Insuetarum in Horto Monvilliano ...